# 賽夏五福龍神宮
24°41′59″N 120°56′00″E / 24.699618°N 120.933347°E
賽夏五福龍王宮，舊稱賽夏五福龍賽堂、賽夏五福龍神宮，位於苗栗縣頭份市，供奉主神為賽夏族蛇神龍神巴碁舒祿（baki'Soro:），創立宮廟於1990年，於2021年9月12日授封為「頭份賽夏五福龍王宮」，對外縣市無設立分靈、分壇、（母）堂、（母）宮、（母）廟 。外觀牆面以竹編建築屋風格，建醮當時結合族人一竹一編完成竹屋。

## 沿革

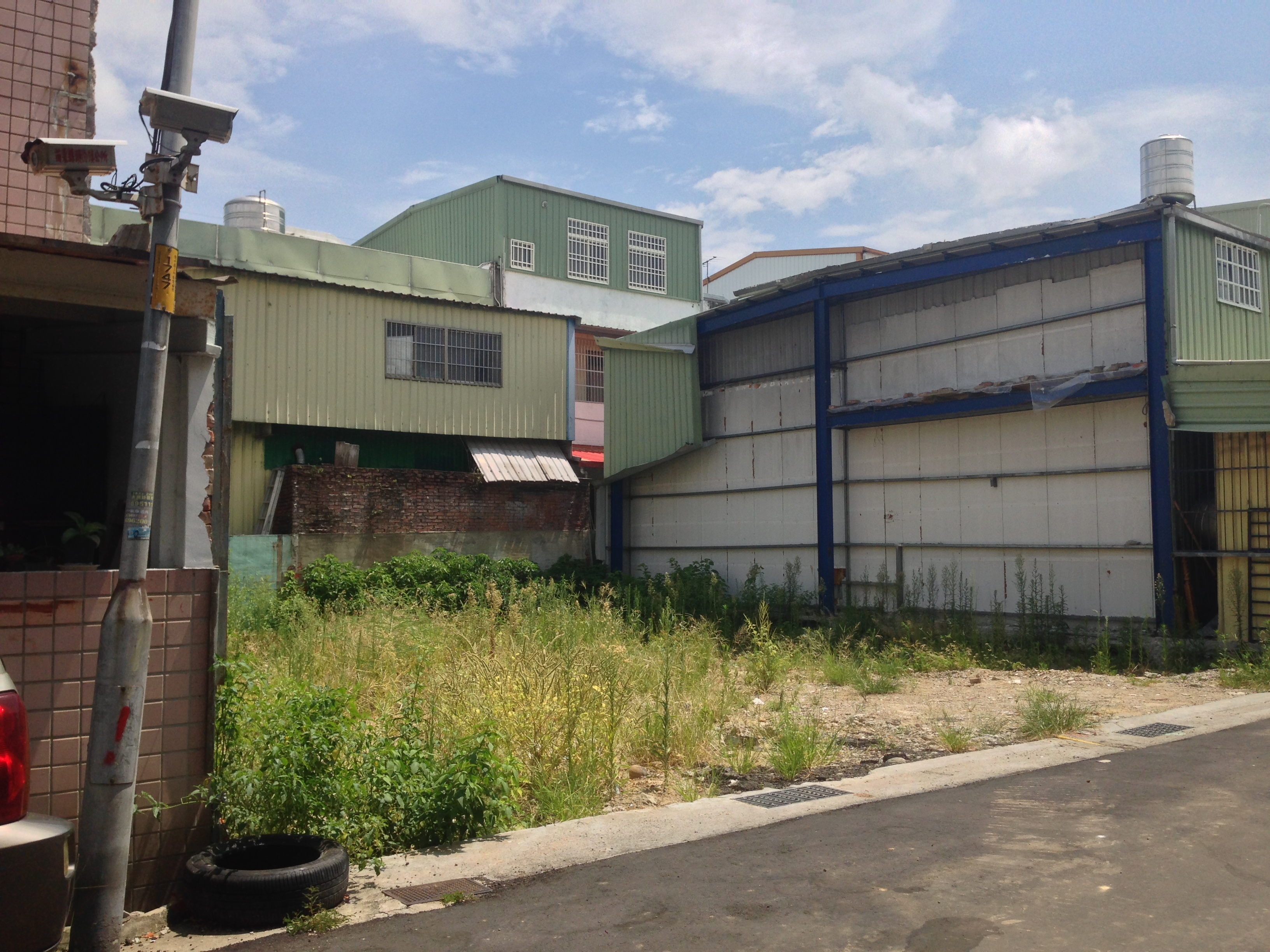
賽夏五福龍神宮舊址

成立於1990年，最初設在堂主夏茂隆的家中。1992年3月15日正式開堂，於1995年4月成立名為「賽夏五福龍賽堂管理委員會」的管理組織。1999年在頭份鎮興隆里購地建廟，2004年竣工。廟名「賽夏五福龍神宮」中的「五福」除了有多福之外還有來自賽夏族原鄉五峰鄉的涵意。當時為申請立案廟宇而必須加設漢族信仰的神像，因此也祭拜觀世音菩薩、西王母、媽祖、关羽、济公、大霸尖山土地公土地婆、哪吒等神祗。此外在神龕中，也供奉了一把賽夏族避邪的芒草。
廟宇外表以竹子裝飾，仍維持賽夏族風格。2012年10月14日，賽夏族龍神文化藝術發展協會在此廟成立，立委徐耀昌到場祝賀，理事長為甘鳳琴、協會總幹事巴燕‧達魯。2021年農曆8月，授封賽夏五福龍王宮。2022年3月27日，建宮33周年舉行頭份賽夏五福龍王宮壽誕千秋大典。

## 祭祀
祭祀的主神baki'Soro:（巴碁舒祿），其中「baki'」意思為祖輩、「Soro:」意思為巨蛇，漢字義譯為「天王龍神」。也有簡稱音譯稱「舒祿」，乃賽夏族中矮靈、雷神、水神、火神等眾多信仰的其中一支。為管理山嶽的神祇。
在賽夏族宗教信仰中，baki'Soro:天神派下來到凡間守護賽夏族的千古靈蛇，被古因哇嗯夫婦所收養。在古因哇嗯成神後，baki' Soro:也就跟著到負責祈天祭的撒萬家，後來改由夏家供奉。初期時期由撒萬家夫婦所奉養。經歷夏姓世代相傳由現今第八代主祭夏茂隆供奉至今（於苗栗縣頭份市興隆里）。主祭者必須沿襲古訓透過竹占卜方式，來決定誰是下一代嘎讓的奉養者，姓氏長老及主神認可方能成立，而非使用世襲或自己主動要奉養。
宮廟具有臺灣民間寺廟規模和組織規範，有乩身為信眾辦事解厄，每年走訪台灣友宮廟宇慶典及巡禮活動。主祭是由北群賽夏族的夏姓所擔任，宮中亦有幹部為南群賽夏族人。主祭者必須經過竹占習俗占卜，再通過族人各姓氏長老開會決議認同才能成立。國立傳統藝術中心的《2010臺灣傳統音樂年鑑》，收錄2010年4月9日該廟龍神壽誕祭兼二十周年宮慶活動時所使用的儀式性音樂，風格偏重於道教。宮廟的龍王祭典祭儀時間每年農曆2月25日舉辦神佛聖誕千秋大典。其廟的龍神祭典舉行時間由於多在深夜，沒有對外開放，直到2014年首度對外開放。

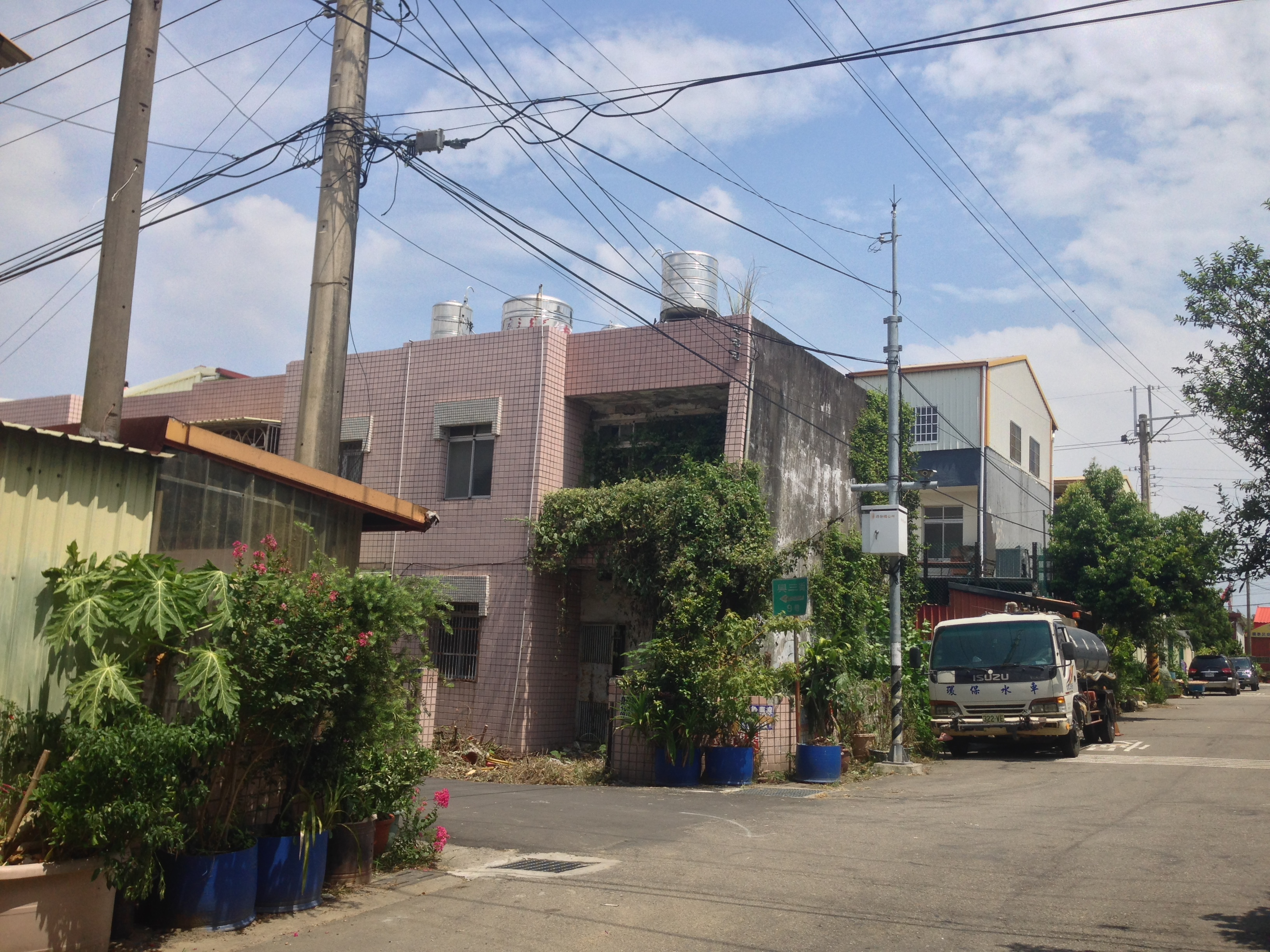
通往此廟的興三街9巷頭。
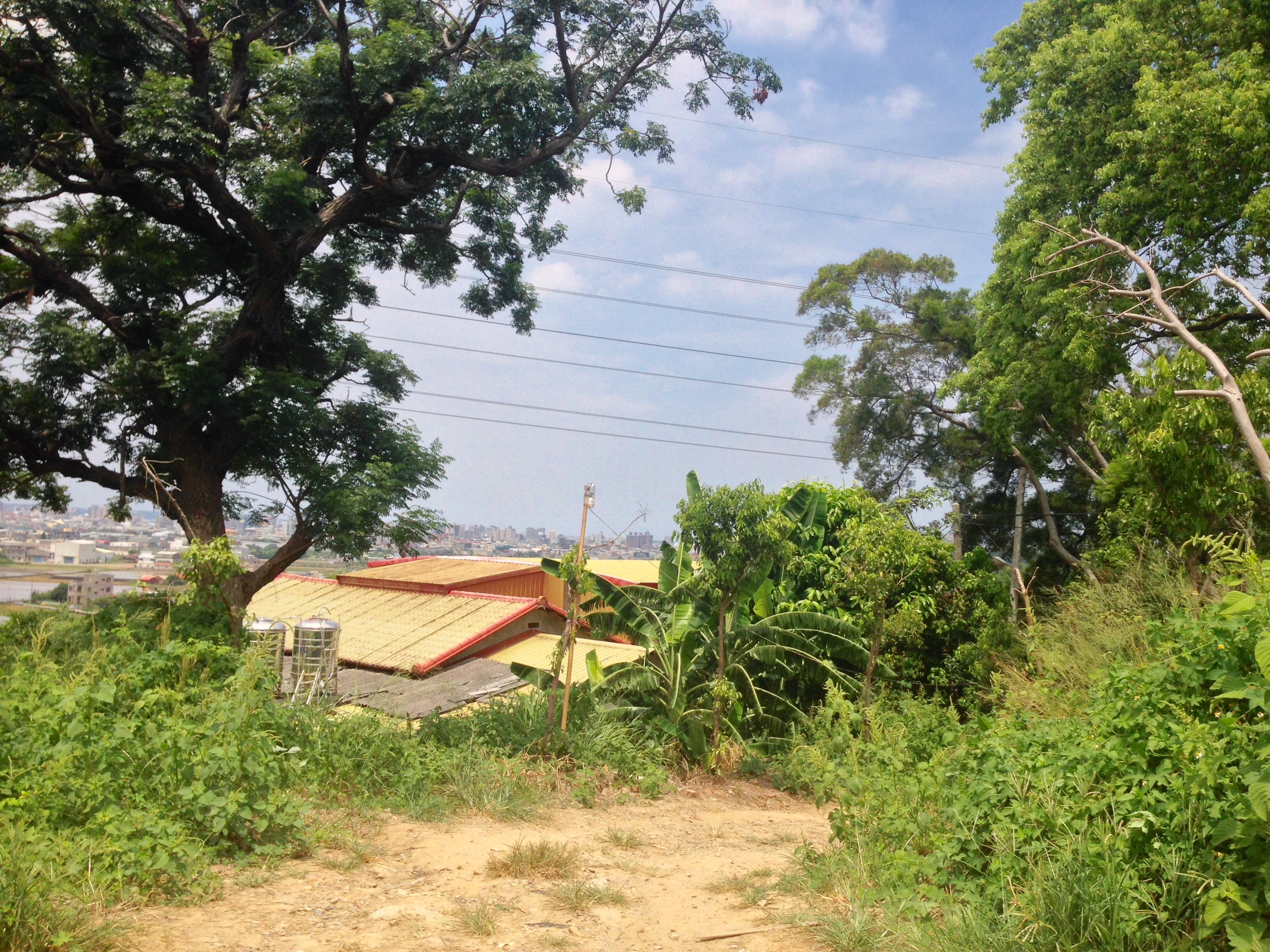
通往此廟的興三街9巷底。
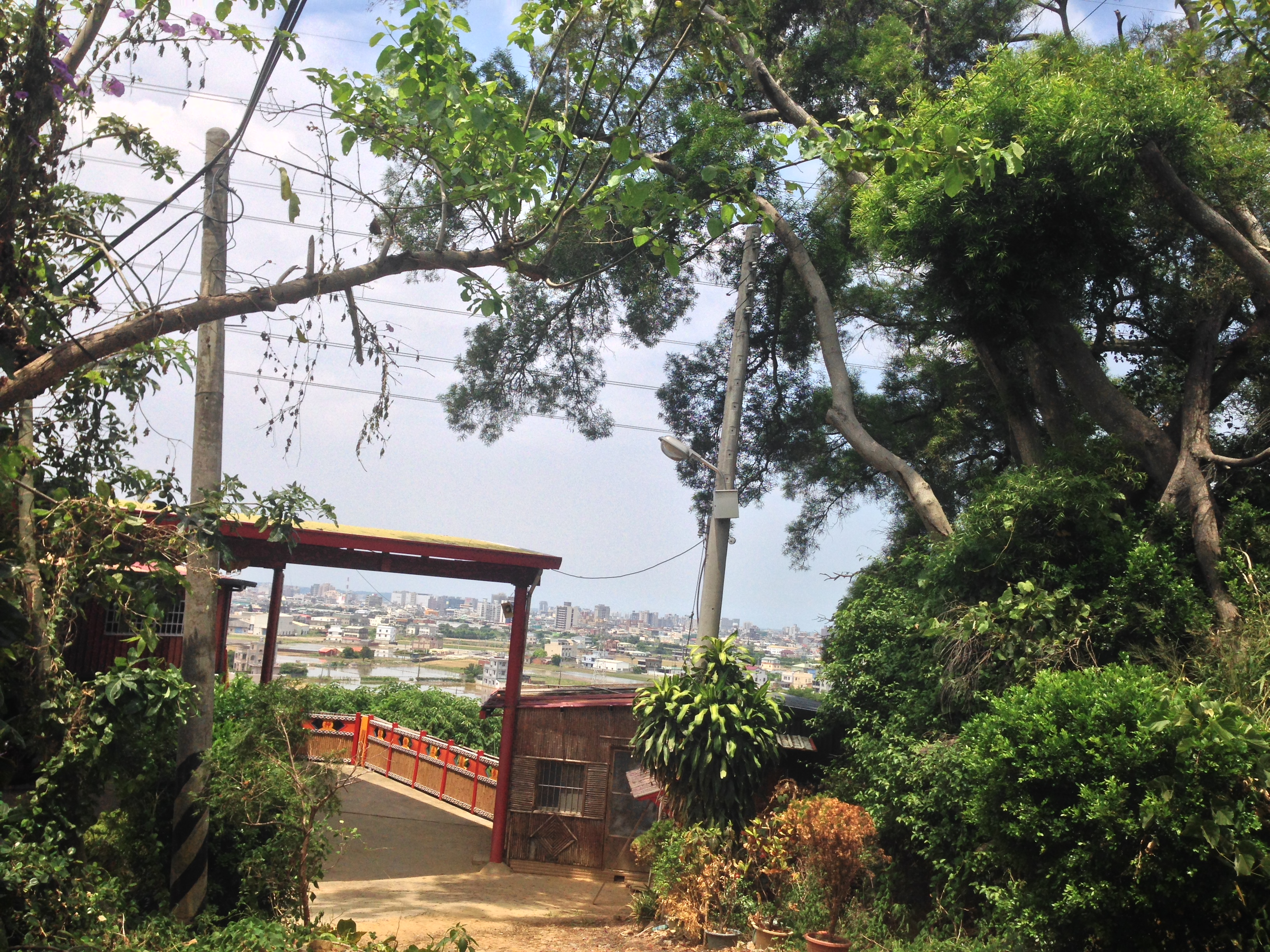
此廟入口
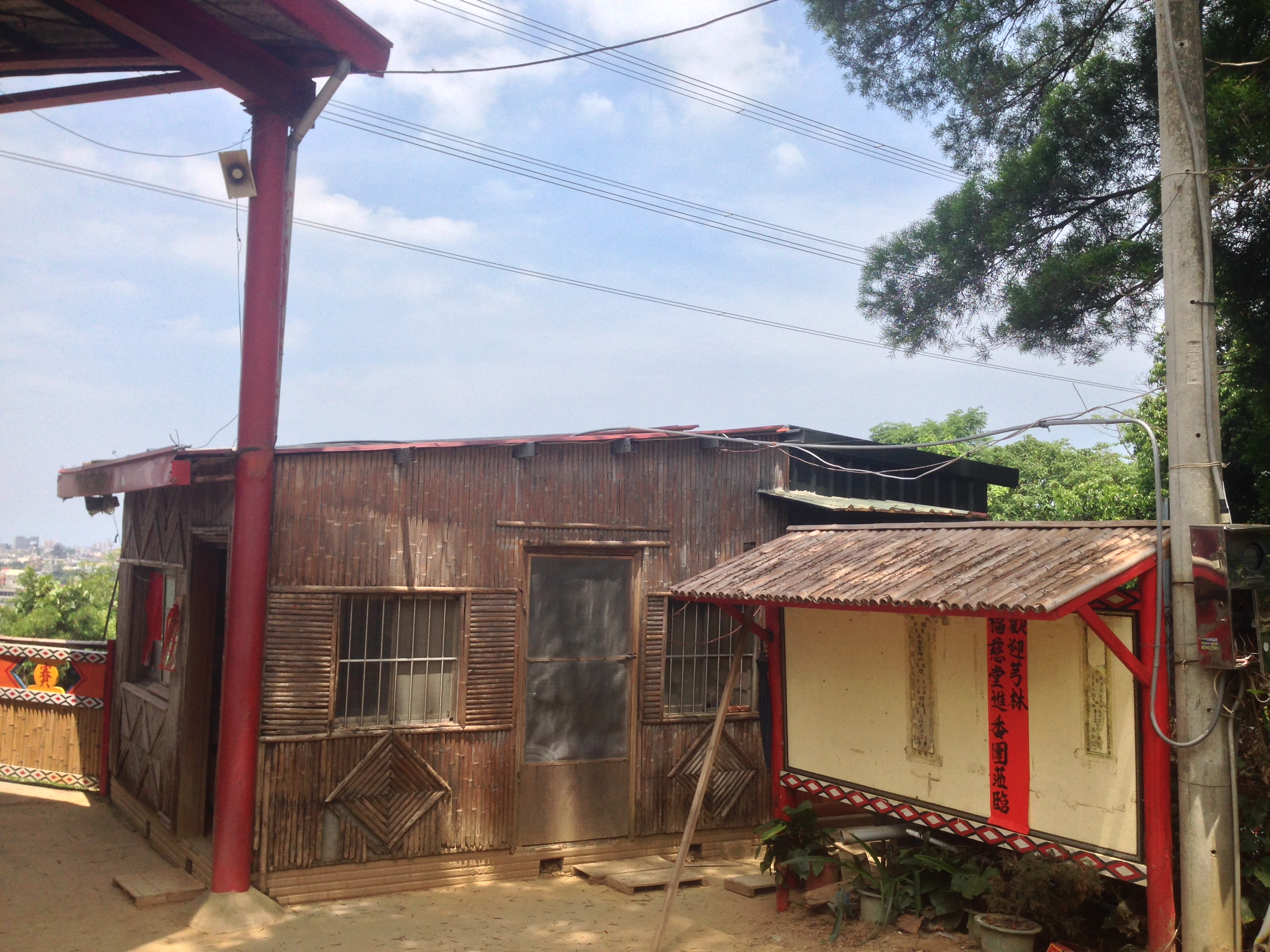
告示欄
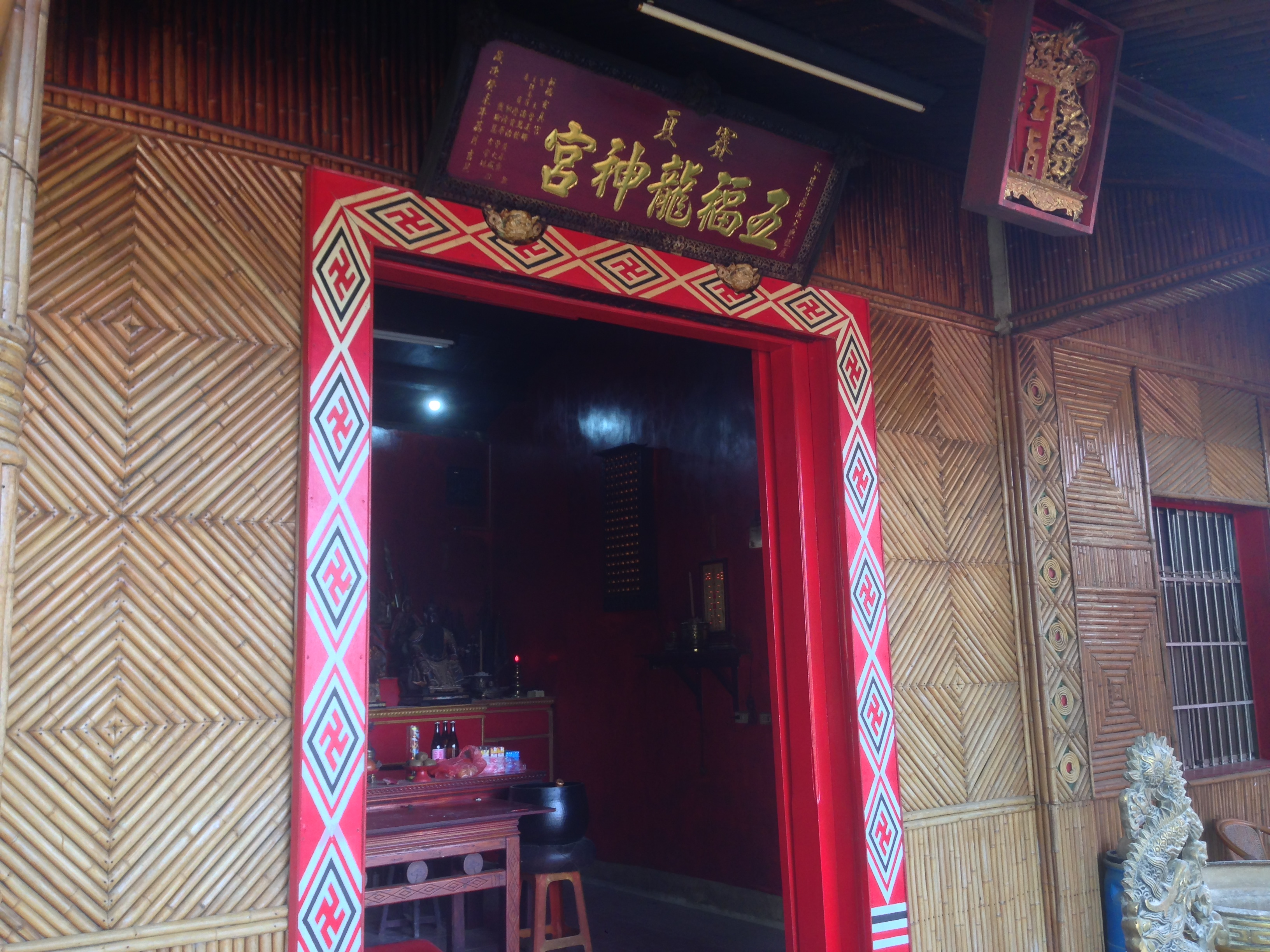
正門
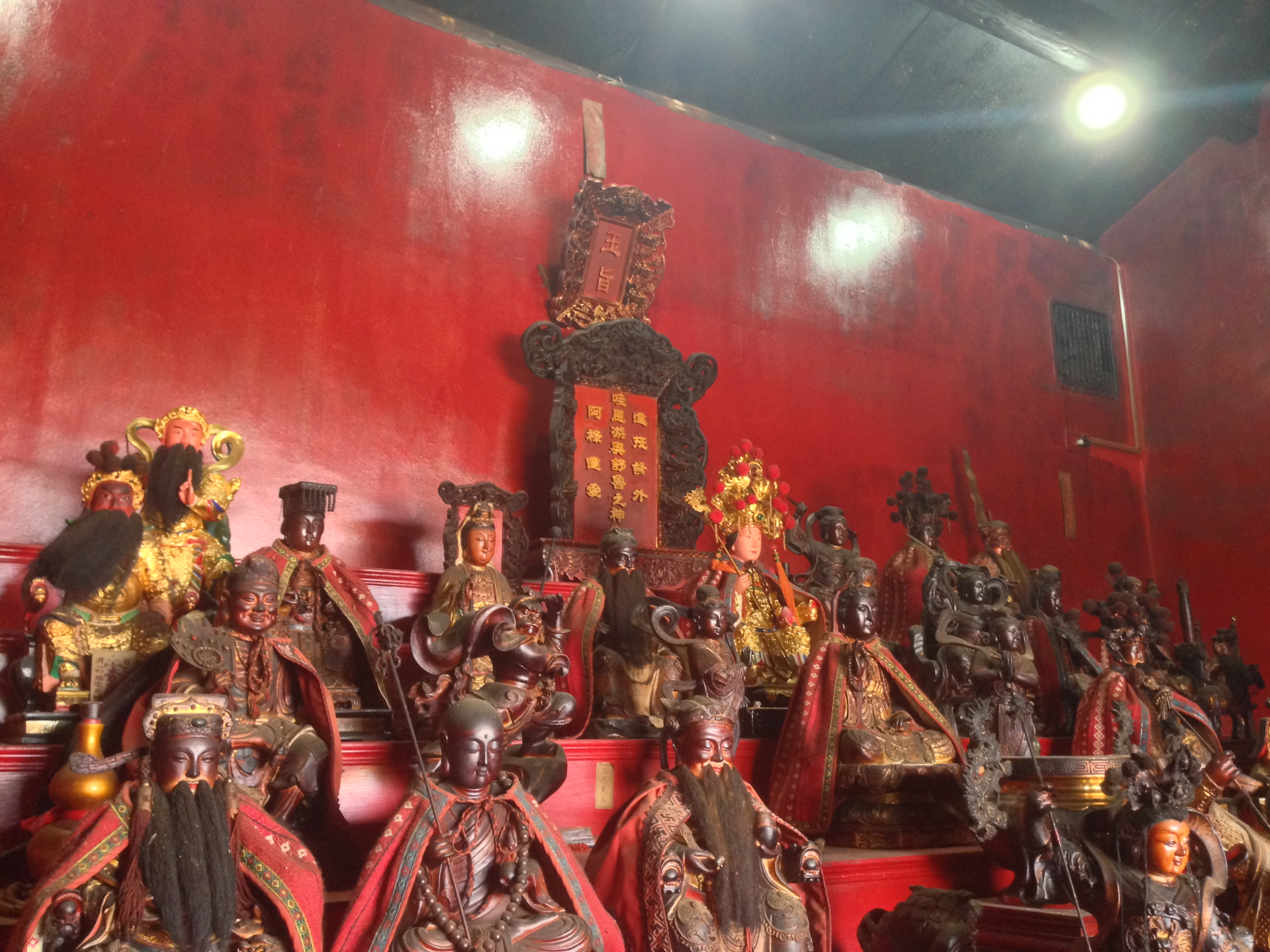
神像
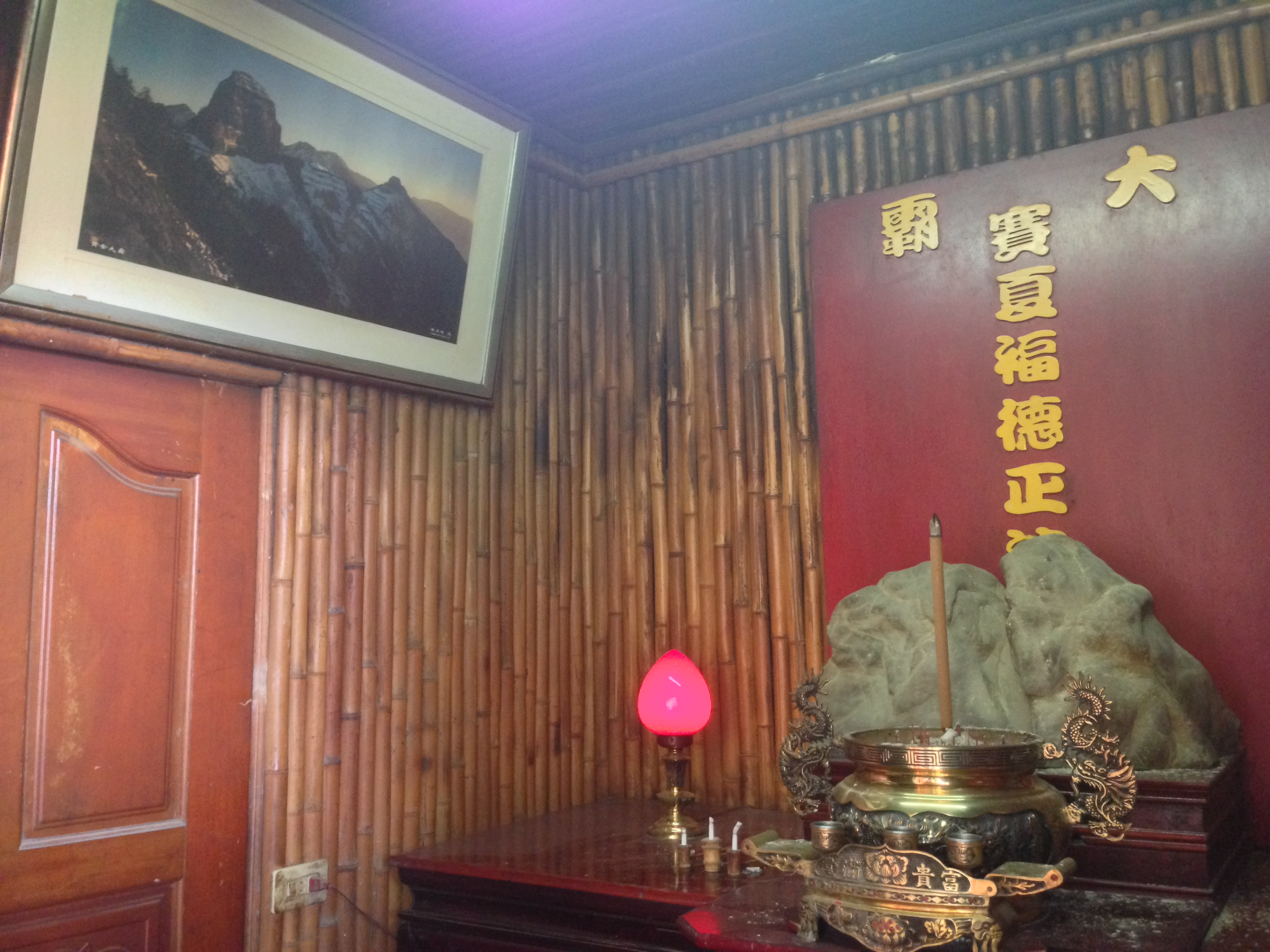
大霸福德正神與大霸尖山照片

## 外部連結
- Facebook 粉絲網頁 賽夏五福龍神宮【賽夏族 baki soro主神】 （页面存档备份，存于）